# 해양 에너지
해양 에너지(영어: Marine energy or Marine power, Ocean energy or Ocean power)는 해양의 파도, 조석간만의 차, 염도, 해양의 온도차에서 나타나는 에너지를 일컫는 말이다. 세계의 여러 바다에서 해류의 움직임은 방대한 운동 에너지를 품고 있으며, 움직이는 에너지이다. 이러한 에너지는 집이나 교통 및 산업에 이용될 전력을 생산하는 데에 이용될 수 있다.
해양에너지라는 단어는 파력부터 표면파, 조력, 해류의 운동에너지로부터 얻는 모든 것들을 망라한다. 그러나 연안에서 이루어지는 풍력 발전은 해양 에너지에 속하지 않는다. 풍력 터빈이 해양에 위치해 있지만, 바람에서 에너지를 얻는 것이기 때문이다.
해양은 많은 양의 에너지를 갖고 있고, 아직까지 개척되지 않은 많은 것들을 갖고 있다. 해양 에너지는 전 세계에 상당한 양의 재생 가능한 에너지를 제공할 잠재력을 갖고 있다.

## 해양 에너지의 잠재력
이론상의 잠재력은 400만에서 1800만 석유환산톤(ToE)과 맞먹는다.
| 용량 (기가와트) | 연간생산 (TW·h) | 형태           |
| --------------- | --------------- | -------------- |
| 5,000           | 50,000          | 해양 발전      |
| 20              | 2,000           | 삼투압 발전    |
| 1,000           | 10,000          | 해양 열 에너지 |
| 90              | 800             | 조석 에너지    |
| 1,000—9,000     | 8,000—80,000    | 파력 에너지    |

## 같이 보기
- 에너지 하베스팅
- 수력
- 재생 가능 에너지